# ایتالو زینگارلی
ایتالو زینگارلی (ایتالیایی: Italo Zingarelli; تلفظ ایتالیایی: [ˈi:talo ddziŋɡaˈrɛlli]؛ ۱۵ ژانویهٔ ۱۹۳۰ – ۲۹ آوریل ۲۰۰۰) تهیه‌کنندهٔ فیلم اهل ایتالیا بود. او بین سال‌های ۱۹۵۴ تا ۱۹۹۵ تهیه‌کنندگی ۲۶ فیلم را برعهده داشت. او در سال ۱۹۸۱ عضو هیئت داوران سی و یکمین جشنواره بین‌المللی فیلم برلین بود.

## فیلم‌شناسی منتخب
- گلادیاتور شکست‌ناپذیر (۱۹۶۱)
- گلادیاتورها ۷ (۱۹۶۲)
- گرگ‌های جوان (۱۹۶۸)
- انقلاب جنسی (۱۹۶۸)
- پنج مرد جنگی (۱۹۶۹)
- به من میگن ترینیتی (۱۹۷۰)